# Kopsia majumdarii
Kopsia majumdarii är en oleanderväxtart som beskrevs av M. Gangopadhyay och T. Chakrabarty. Kopsia majumdarii ingår i släktet Kopsia och familjen oleanderväxter. Inga underarter finns listade i Catalogue of Life.